# حمزه یاسف
حمزه یاسف (عربی: حمزة ياسف؛ زادهٔ ۲۵ اوت ۱۹۷۹) بازیکن فوتبال اهل الجزایر بود.
از باشگاه‌هایی که او در آن بازی کرده‌، می‌توان به باشگاه فوتبال القبائل، باشگاه فوتبال اتحاد الجزایر، باشگاه فوتبال نصر حسین دای، باشگاه فوتبال مولودیه الجزایر، باشگاه فوتبال الوداد کازابلانکا و باشگاه فوتبال قسنطینه اشاره کرد.
یاسف همچنین در تیم ملی فوتبال الجزایر بازی کرده‌است.